# KSB (Unternehmen)
Die KSB SE & Co. KGaA (SE und Kommanditgesellschaft auf Aktien, vormals Klein, Schanzlin und Becker AG) ist ein börsennotierter Hersteller von Pumpen und Armaturen mit Sitz in Frankenthal (Pfalz). Der KSB-Konzern ist mit eigenen Vertriebsgesellschaften, Fertigungsstätten und Servicebetrieben weltweit vertreten.
Der KSB-Konzern erwirtschaftete 2024 mit rund 16.400 Mitarbeitern einen Umsatz von rund 2,97 Mrd. Euro.

## Märkte und Standorte
Im KSB-Konzern machen Kreiselpumpen rund zwei Drittel des Umsatzes aus. Sie werden ebenso wie Absperrarmaturen an Anlagenbauer, Erstausrüster und Endkunden verkauft sowie teilweise über Händler in den Markt gebracht. Gleiches gilt für Steuerungs-, Regelungs- und Überwachungssysteme sowie Kompaktanlagen mit Pumpen und Armaturen.
Der am besten erschlossene Absatzmarkt für diese Produkte ist Europa; hier unterhält KSB seine wichtigsten Fertigungsstätten in Deutschland und Frankreich. Das KSB-Stammwerk in Frankenthal ist das größte europäische Werk vor den Produktionsstandorten in Pegnitz (Bayern), Halle (Sachsen-Anhalt) und La Roche-Chalais (Frankreich).
Den zweitwichtigsten Markt finden KSB-Produkte in der Region Asien, gefolgt von Amerika / Ozeanien und der Region Mittlerer Osten / Afrika. Im außereuropäischen Raum liegen die größten KSB-Werke in Brasilien, China, Indien und den USA.
Insgesamt fertigt KSB Produkte und Komponenten in 16 Ländern; der Vertrieb erfolgt über eigene Gesellschaften und Vertretungen in mehr als 100 Staaten. Mit ihren Erzeugnissen bedienen die Konzerngesellschaften Kunden in der Industrie einschließlich der Chemie und Petrochemie, in der Energieversorgung, im Baugewerbe, in der Herstellung und dem Betrieb von Transportmitteln (beispielsweise Schiffe und Schienenfahrzeuge), in der Wasserversorgung und Abwasserentsorgung sowie im Bergbau. Umsatzstärkste Marktbereiche waren auch 2016 die Industrie und die Energieversorgung.

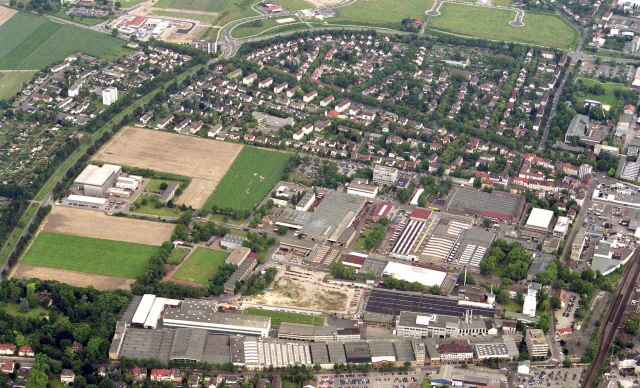
Werk Frankenthal (Pfalz)
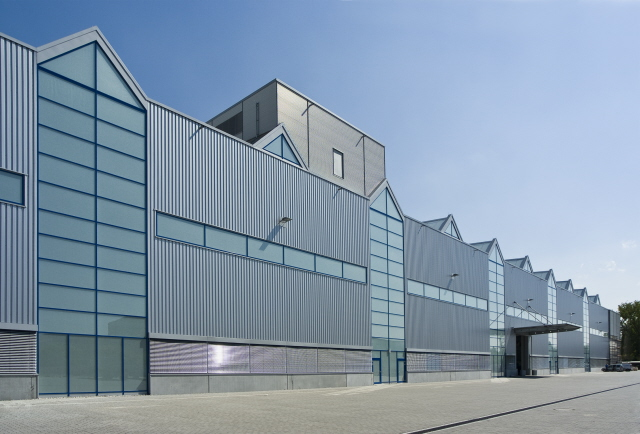
Produktions- und Prüffeldhalle am Standort Frankenthal
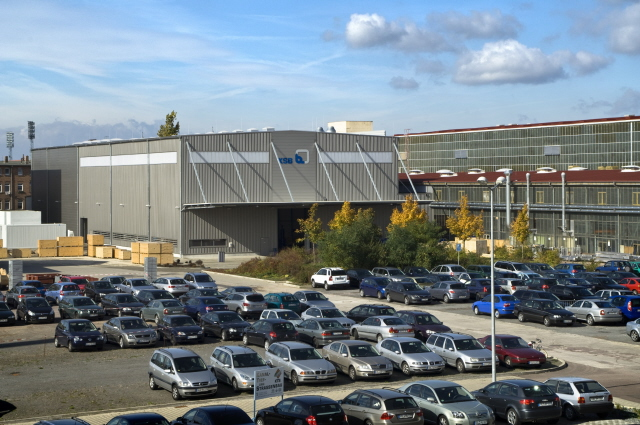
Werk Halle (Saale)
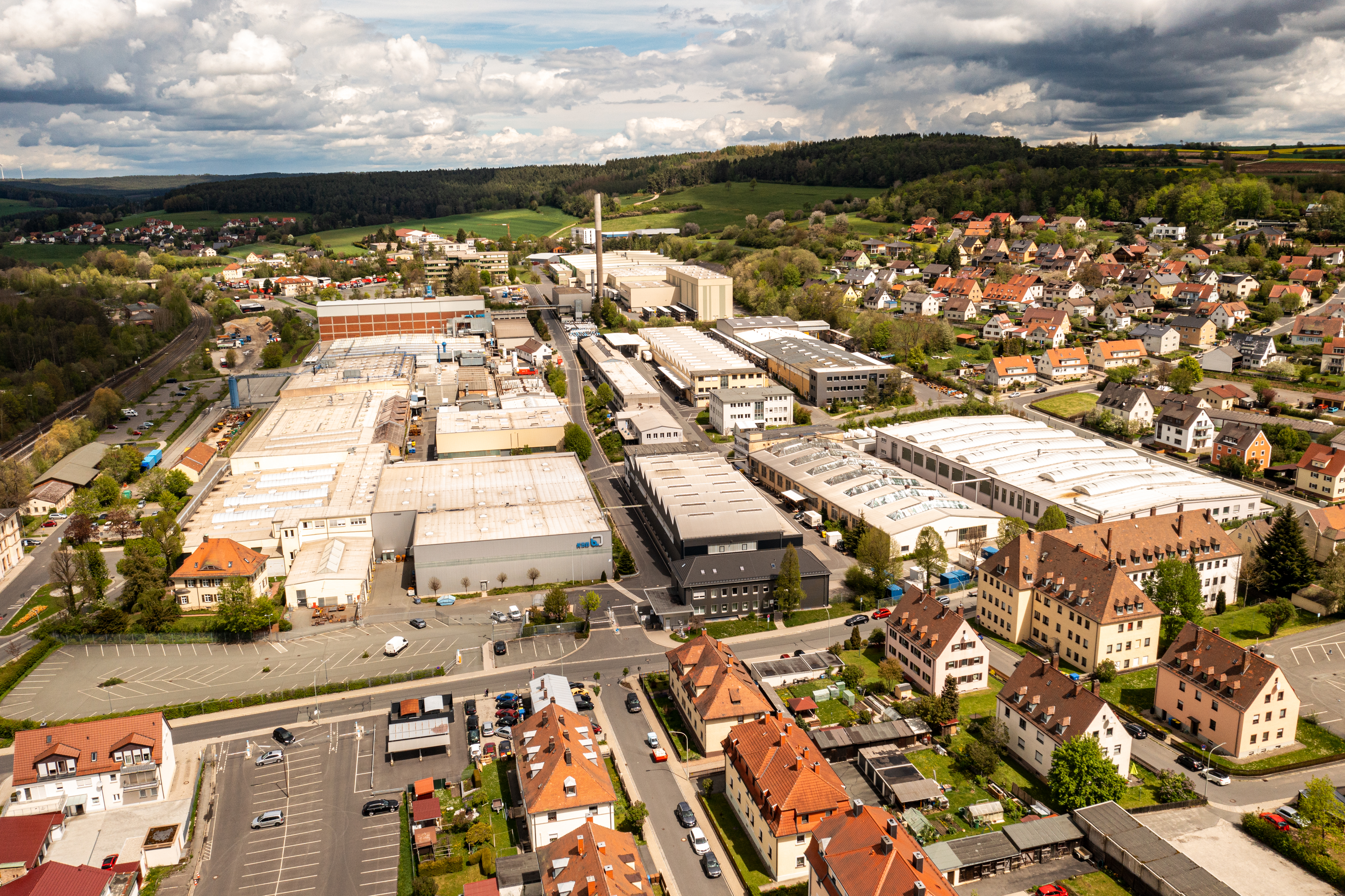
Pegnitz (Franken)

## Geschichte

### Gründung und Entwicklung bis 1945
Der Maschinenbauingenieur Johannes Klein erhielt 1871 ein Patent für seine Erfindung eines Kesselspeiseautomaten und gründete noch im selben Jahr mit der Unterstützung von Friedrich Schanzlin und Jakob Becker die Firma Frankenthaler Maschinen- & Armatur-Fabrik Klein, Schanzlin & Becker. Am 2. September 1871 wurde die Konzession zum Betrieb einer Fabrik in Frankenthal erteilt. Die Belegschaft zum Start der Unternehmung zählte zwölf Arbeiter, die in der Produktion von Sicherheitsventilen, Wasserstandsanzeigern, Absperrventilen, Manometerhähnen und Kondensationstöpfen beschäftigt waren. Die erste Pumpe des Unternehmens wurde ab 1874 in einem Bergwerk eingesetzt. Seit 1887 firmierte das Unternehmen als Aktiengesellschaft unter der Leitung von Johannes Klein. Die erste Auslandsgesellschaft entstand 1896 in Großbritannien und wurde von Jacob Klein, dem jüngeren Bruder von Johannes Klein, geleitet.
Zwischen 1893 und 1913 wuchs die Mitarbeiterzahl von 500 auf 1.800. Die Werksfläche in Frankenthal vergrößerte sich zwischen 1887 und 1911 von 7.000 auf 180.000 Quadratmeter.
Obwohl die erste Kreiselpumpe bereits 1880 hergestellt wurde, wurden diese erst 1903 in größerem Maßstab in das Fertigungsprogramm aufgenommen. Ab dem Ausbruch des Ersten Weltkriegs besaß die Produktion von kriegswichtigen Gütern wie Pumpen und Armaturen für die Schiffe und Boote der Marine sowie Schützengrabenpumpen einen besonderen Stellenwert. Darüber hinaus wurden Minenwerfer und Munition gefertigt.
Zwischen 1924 und 1934 gründete und akquirierte die KSB weitere Werke in Deutschland und gründete Tochtergesellschaften in Europa. Die erste Gründung in diesem Zeitraum war hierbei die der Pumpen AG in Homburg. Da das Saargebiet zu diesem Zeitpunkt innerhalb der französischen Zollgrenzen lag, wurde hierdurch der Export nach Frankreich stark positiv beeinflusst. In den Jahren 1929 und 1930 erwarb KSB die Maschinenfabrik Oddesse GmbH in Oschersleben, die Eisen- und Stahlgießerei Max. Jahn in Leipzig und die AMAG-Hilpert-Pegnitzhütte AG in Nürnberg und Pegnitz. Die AMAG (kurz für: Armaturen- und Maschinenfabrik AG) wurde 17 Jahre vor KSB gegründet und besaß zum Zeitpunkt der Übernahme eine ähnliche Größe wie die übernehmende KSB. Im Jahr 1933 wurde in Paris eine Werkstatt gegründet, in der Ventile, Kondenstöpfe und Pumpen produziert wurden und im Folgejahr erfolgte die Übernahme der Bremer L. W. Bestenbostel & Sohn GmbH, einem Hersteller von Schiffspumpen und Schöpfwerken. Die KSB Compañía Sudamericana de Bombas in Argentinien nahm 1941 als erste KSB-Gesellschaft auf dem amerikanischen Kontinent ihre Arbeit auf. KSB war im Zweiten Weltkrieg ein bedeutender Lieferant der Rüstungsindustrie im Dritten Reich und maßgeblich an der Entwicklung und Herstellung der Turbopumpen für die V2-Rakete beteiligt.

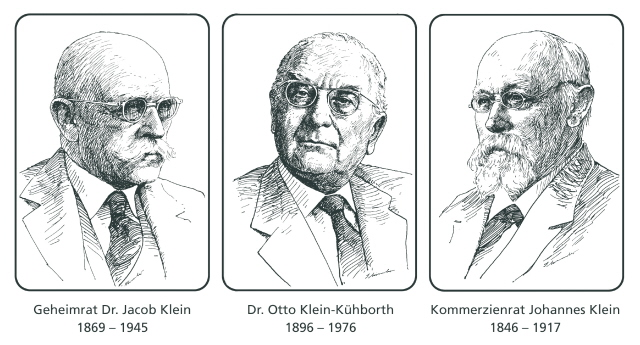
Persönlichkeiten der Unternehmensgeschichte
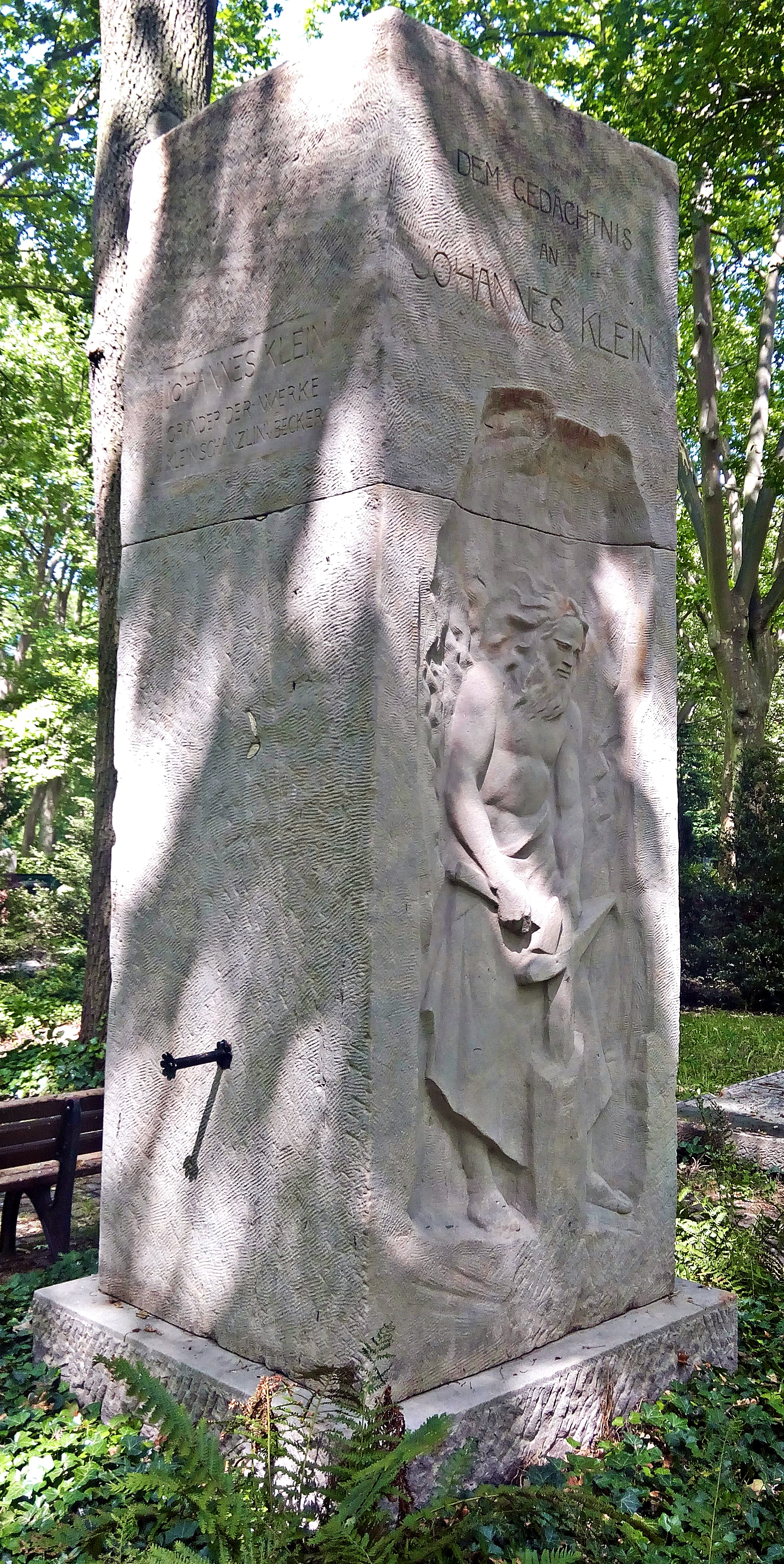
Frankenthal, Hauptfriedhof, Grab des KSB-Gründers Johannes Klein (1845–1917)
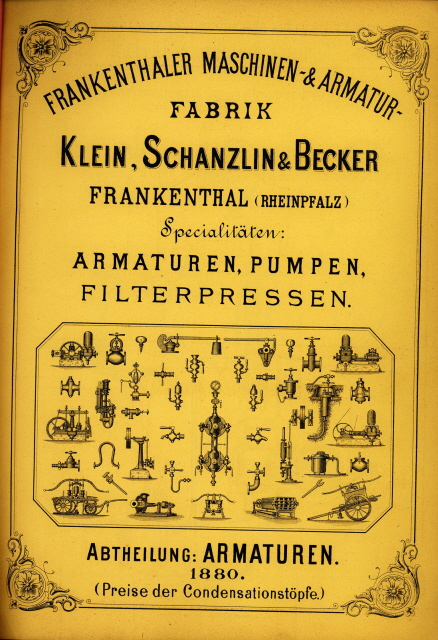
KSB-Preisliste von 1880
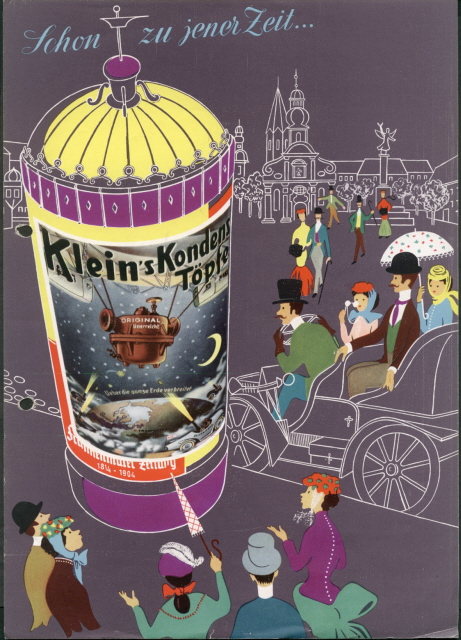
Historisches Reklameplakat
Aktie der Klein, Schanzlin & Becker AG vom November 1938

### Entwicklung nach 1945
Nach Kriegsende waren die Werke in Bremen und Nürnberg größtenteils zerstört, die Werke in Oschersleben und Leipzig lagen in der Sowjetischen Besatzungszone und ausländische Dependancen gingen verloren. Das Frankenthaler Werk überstand den Krieg mit vergleichsweise geringen Schäden an den Fertigungsanlagen, stand nach 1945 aber in der Gefahr, Demontageakten der französischen Besatzung zum Opfer zu fallen. Eine Komplettdemontage wurde erst 1949 endgültig abgewendet, einzelne Werkzeugmaschinen wurden aber dennoch abtransportiert.
In den 1950er-Jahren wurden in der Frankenthaler Produktion Fertigungsstraßen eingeführt und erste Automatisierungsbestrebungen umgesetzt. Mit der Gründung eines Verkaufsbüros in Paris wurde 1951 ein Neustart auf dem französischen Markt markiert. 1957 kam es zur Gründung eines Gemeinschaftsunternehmens mit dem französischen Pumpenhersteller Bréguet, in das KSB seine Vertriebsorganisation und Bréguet eine Fertigungsstätte in Déville-lès-Rouen einbrachten. Neben der Gründung einer Vielzahl von Vertriebsbüros war die Folgezeit geprägt durch den Aufbau von Fertigungsstandorten in mehreren Ländern. Beispielhaft hierfür stehen die Errichtung kleinerer Montagestandorte in Brasilien (1957), in Mexiko (1958), in Pakistan (1960) und in Indien (1961). In den japanischen und den US-amerikanischen Markt drang man ab 1958 mithilfe lokaler Kooperationspartner vor. Einen weiteren Expansionsschritt innerhalb Deutschlands stellte die Übernahme eines Reparaturwerks in Bochum im Jahr 1963 dar. Dieses Werk fertigte bis zu seiner Schließung 2017 Ersatzteile. Die Saarbrücker Ehrhardt & Sehmer Maschinenfabrik AG wurde 1968 durch KSB übernommen und zum Zentrum für die Kompressorenfertigung innerhalb des Konzerns ausgebaut. Das Werk wurde 1980 wieder geschlossen und die Kompressorenfertigung eingestellt.
Die bis zu diesem Zeitpunkt organisatorisch eigenständigen Gesellschaften Pumpen AG in Homburg, Kleinschanzlin-Bestenbostel in Bremen und AMAG-Hilpert-Pegnitzhütte AG mit den Werken Nürnberg und Pegnitz gingen 1959 in der Klein, Schanzlin und Becker AG auf. 1960 wurde die gemeinnützige KSB-Stiftung gegründet, die der Förderung der Naturwissenschaften sowie der Ausbildung wissenschaftlicher Nachwuchstalente auf den Gebieten der Technik, Natur- und Wirtschaftswissenschaften dient. Otto Klein-Kühborth, Nachfahre der Gründerfamilie, übereignete 1964 eine qualifizierte Mehrheit des KSB-Aktienkapitals der KSB-Stiftung.
Das traditionsreiche Nürnberger Werk, das ursprünglich über die AMAG-Hilpert-Pegnitzhütte zu KSB kam, wurde 1984 geschlossen und die dortigen Tätigkeiten nach Pegnitz verlagert. 1986 übernahm KSB den führenden französischen Pumpenhersteller Pompes Guinard S. A., Paris und erwarb 1989 den zweitgrößten Klappenhersteller weltweit, Amri S.A., Paris. Mit der Übernahme von Pompes Guinard kamen 1400 neue Mitarbeiter in vier Produktionsstandorten, 16 Vertriebsbüros und mehreren ausländischen Vertriebsorganisationen zu KSB. Im Jahr 1988 trat KSB mit der Akquisition des US-Unternehmens GIW Industries Inc. in Grovetown in den Markt der Feststoffpumpen ein sowie – im selben Jahr – mit der Übernahme der Mehrheit an der Luxemburger SISTO Armaturen S.A. in den Markt für Membranventile. Die Halleschen Pumpenwerke GmbH (ehemals Stammbetrieb im Kombinat Pumpen und Verdichter) wurde 1990 in die KSB AG eingegliedert. Diese Firma ging aus der 1872 in Halle (Saale) durch Rudolf Ernst Weise und Alexander Monski gegründeten Fabrik Weise & Monski hervor, die zunächst Ausrüstungen für die Zuckerindustrie und später Pumpen produzierte, sowie aus der 1858 durch Albert Dehne gegründeten Firma Albert L.G. Dehne.
Mit dem 1994 gegründeten Joint Venture KSB Shanghai Pumps Co. Ltd. verstärkte KSB das Engagement im chinesischen Markt. Drei Jahre später wurde das KSB-Programm durch den Kauf der MIL Controls Ltd., Mala (Kerala) um ANSI-Armaturen und Regelventile erweitert.
Im Jahr 2003 übernahm KSB den niederländischen Pumpenhersteller DP industries B.V. Damit erweiterte KSB sein Produktprogramm um Pumpen aus tiefgezogenen Edelstahlblechen für die Gebäude- und Industrietechnik. Außerdem erwarb KSB die Mehrheit an der in Zarautz (Spanien) ansässigen Bombas ITUR, S.A. Deren Vertriebsnetz in der Industrie- und Gebäudetechnik sowie in der Marinetechnik eröffnete neue geschäftliche Perspektiven. In der chinesischen Freihandelszone Dalian gründete KSB 2004 die Dalian KSB AMRI Valves Co. Ltd. Dort wurden Klappen für die Industrie- und Gebäudetechnik gefertigt und montiert. Ein Jahr später erwarb KSB das Armaturengeschäft der brasilianischen IVC S/A Indùstria de Válvulas e Controles. Die Produkte kommen hauptsächlich in der Öl- und Gasindustrie, der Kraftwerkstechnik, der Papierindustrie und anderen industriellen Anwendungen zum Einsatz.
Das deutsch-japanische Joint Venture Nikkiso-KSB GmbH entwickelt und vertrieb ab 2008 Spaltrohrmotorpumpen für die Märkte in Europa und den Mittleren Osten. Das Joint Venture wurde am 09.01.2017 aufgelöst und die Firma Nikkiso-KSB GmbH ist am 27.04.2020 erloschen. Im Jahr 2010 erwarb KSB 80 Prozent der Anteile am italienischen Antriebsspezialisten Itaco Diese Akquisition sicherte den Zugang zu einer neuen Art von Energiesparmotoren. Durch den Erwerb der südkoreanischen Seil Seres 2011 wurde das KSB-Armaturen-Portfolio um Produkte für den Marine-Sektor ergänzt.
2013 eröffnete KSB ein neues Armaturenwerk im brasilianischen Jundiaí. Dort fertigt die KSB Válvulas Kugelhähne, Schieber und Ventile, die vor allem in der Öl- und Gasindustrie zum Einsatz kommen.
Ende 2015 schloss KSB das Werk in Homburg und verlagerte die dort produzierten Unterwasserpumpen ins Stammwerk nach Frankenthal.
Mit der Forschung an Pumpen und Armaturen für den Einsatz in nuklearen Anlagen legte das Unternehmen in den 1950er-Jahren einen Grundstein für ein Geschäftsfeld, in dem der Konzern auch heute noch aktiv ist. Ab 1965 baute KSB unter anderem Umwälzpumpen für Kernkraftwerke. Im Jahr 1977 verübte die linksextremistische Terrorgruppe Revolutionäre Zellen einen Sprengstoffanschlag auf das Frankenthaler KSB-Werk, der mit der Geschäftstätigkeit der KSB in der Nuklearindustrie begründet wurde. Der Anschlag verursachte Sachschaden. Das deutsch-chinesische Joint Venture SEC-KSB Nuclear Pumps & Valves gründete 2009 ein Werk in Lingang bei Shanghai. Dort produzieren 125 Mitarbeiter Pumpen, später Armaturen, für die chinesische Kerntechnik.

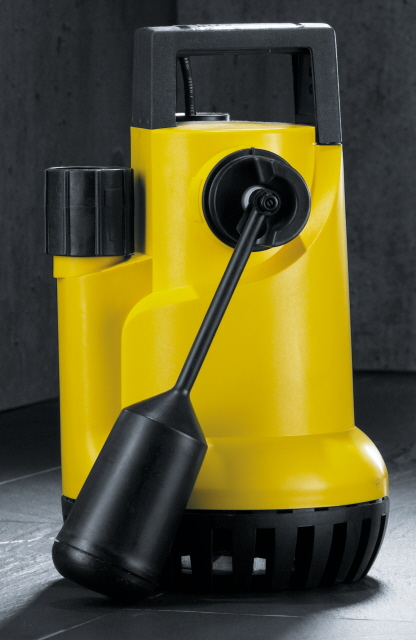
Kleinpumpe zur Entwässerung
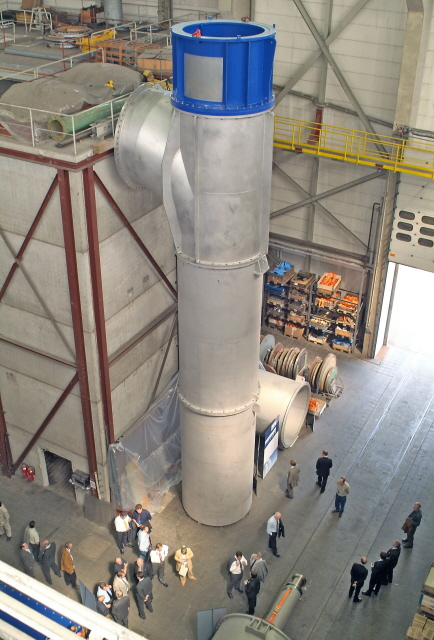
Rohrgehäusepumpe
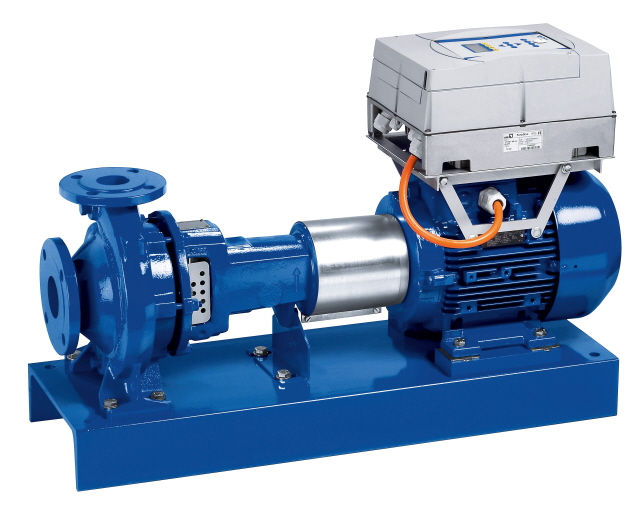
Normpumpe Etanorm
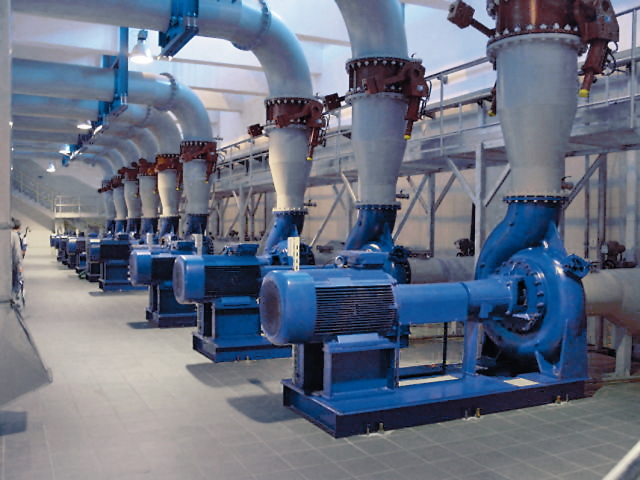
Kreiselpumpen in einem Wasserwerk
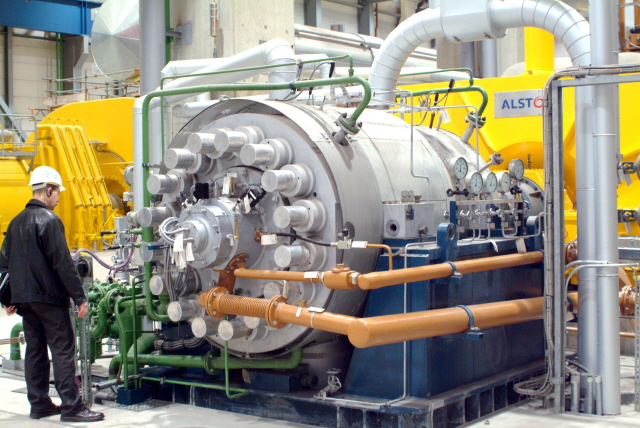
Kesselspeisepumpe im Kraftwerk Niederaußem

## Gesellschaftsstruktur, Börse & Aktionäre
Das Grundkapital der Gesellschaft (44,8 Mio. €) ist in 1.751.327 nennwertlose Stückaktien (Stamm- und Vorzugsaktien) aufgeteilt. Die Anzahl der Stammaktien beträgt 886.615 Stück, die Anzahl der Vorzugsaktien 864.712 Stück. Sowohl die Stammaktien als auch die Vorzugsaktien sind zum regulierten Markt zugelassen (General Standard) und werden auf Xetra sowie an nahezu allen deutschen Börsen gehandelt.
Seit 17. Januar 2018 firmiert die Gesellschaft als KSB SE & Co. KGaA. In dieser Rechtsform erfolgt die Geschäftsführung durch die persönlich haftende Gesellschafterin KSB Management SE. Inhaber von Stamm- oder Vorzugsaktien der bisherigen KSB AG wurden mit dem Formwechsel zu Aktionären der KSB SE & Co. KGaA.
Die Johannes und Jacob Klein GmbH (die mehrheitlich von der KSB-Stiftung gehalten wird) hält ca. 84 % der Stammaktien und ca. 20 % der Vorzugsaktien.
Die restlichen Stamm- und Vorzugsaktien befinden sich im Streubesitz.
Folgende Personen gehörten in der Vergangenheit dem Vorstand der Gesellschaft an:
- Otto H. Schiele (1972–ca. 1987)
- Dieter-Heinz Hellmann (2007–2013)